# Thorold Dickinson
Thorold Barron Dickinson (* 16. November 1903 in Bristol; † 14. April 1984 in Oxford) war ein britischer Filmregisseur, Filmeditor, Drehbuchautor und Produzent von Spiel- und Dokumentarfilmen. Er war zudem Gründer und Professor der Abteilung Filmwissenschaft an der Slade School of Fine Art, der Kunstschule der University College London. 

## Leben und Werk
Thorold Dickinson hatte bereits zu seinen Studienzeiten in Oxford organisatorisches Talent bewiesen und Stücke an der Studentenbühne zur Aufführung gebracht. Bis er mit dem in Afrika spielenden Krimi The High Command 1936 seinen ersten allein inszenierten Spielfilm drehen konnte, erlernte Dickinson das Handwerk von der Pike auf. Er arbeitete vor allem als Filmeditor für Regisseure wie George Pearson, Maurice Elvey, Victor Saville und Carmine Gallone, aber vereinzelt auch als Regieassistent und Drehbuchautor. Von 1930 bis 1936 war er bei mehreren fiktionalen Projekten Co-Regisseur mit Kollegen wie Naval Gandhi oder Basil Dean.
Mit dem stimmungsvollen und mit Adolf Wohlbrück und Diana Wynyard hochkarätig besetzten Thriller Gaslicht landete er 1940 den ersten großen Erfolg als Regisseur. Dickinson erhielt daraufhin das Angebot, im Kriegsjahr 1940 eine Biographie über den jüdisch-britischen Politiker Sir Benjamin Disraeli zu drehen. Der Premierminister mit John Gielgud in der Titelrolle war nicht nur eine respektable Regieleistung, sondern setzte gegenüber dem Antisemitismus des Kriegsgegners Deutschland ganz bewusst ein deutliches Zeichen. Gleich im Anschluss daran drehte Dickinson den Propagandafilm Die nächsten Angehörigen (Next of Kin).
Nach einer längeren Pause setzte Thorold Dickinson gleich nach Kriegsende seine Regie-Tätigkeit fort. Das erste Projekt war erneut eine in Afrika angesiedelte Geschichte, das Melodram Zwei Welten. Mit der Puschkin-Verfilmung Pique Dame gelang ihm sein gelungenstes Spätwerk, mit dem Dickinson ein weiteres Mal sein Gefühl für Atmosphäre und Schauspielerführung unter Beweis stellte. 1954 ging Thorold Dickinson nach Israel und stellte einen patriotischen Spielfilm über eine Episode aus der Zeit des Unabhängigkeitskrieges gegen die arabischen Angreifer (1948) unter dem Titel Höhe 24 antwortet nicht her. 
Neben seinen manchmal prätentiösen, oftmals engagierten Spielfilmprojekten realisierte Thorold Dickinson im Laufe seiner Karriere auch einige Dokumentarfilme, die einen gänzlich anderen Stil aufwiesen. Nachdem 1955 sein letzter Spielfilm Höhe 24 antwortet nicht erschienen war, wurde er im Jahr darauf an die Spitze des Presse- und Informationsbüros der UNO berufen. Bis zur Aufgabe dieses Amts im Jahre 1960 produzierte Dickinson mehrere Dokumentarfilme für „The United Nations Film Board“. Einer von ihnen, Oeuverture, brachte ihm 1959 eine Oscarnominierung ein.
1960 kehrte Thorold Dickinson nach England zurück und gründete an der Londoner Slade School of Fine Art eine Abteilung für Filmwissenschaft, wo er ab 1961 Vorlesungen hielt. 1967 wurde er zum ersten britischen Professor für Film ernannt und blieb auf diesem Posten bis 1971.
Dickinson hielt zu unterschiedlichen Zeiten auch weitere Funktionen inne. Von 1952 bis 1953 saß er der British Film Academy vor und von 1958 bis 1966 fungierte er als Präsident der International Federation of Film Societies. 1967 war er Jurypräsident der Berlinale.
Im Jahr 1973 erhielt Thorold Dickinson den Verdienstorden Order of the British Empire in der Stufe Commander (CBE).

## Filmografie (Auswahl)
Wo nicht anders ausgewiesen, handelt es sich um einen abendfüllenden Spielfilm.
- 1929: Auld Lang Syne – Schnitt
- 1930: School for Scandal – Schnitt
- 1931: The Sport of Kings – Schnitt
- 1931: Tilly of Bloomsbury – Schnitt
- 1932: The First Mrs. Fraser – Co-Regie mit Sinclair Hill
- 1932: Shikari – Co-Regie, mit Naval Gandhi
- 1933: Perfect Understanding – Schnitt
- 1933: Loyalties – Co-Regie mit Basil Dean, Schnitt
- 1933: Going Gay (Musical) – Schnitt
- 1933: For Love of You – Schnitt
- 1934: Java Head – Schnitt
- 1934: Sing As We Go! (Musical) – Schnitt
- 1935: The Silent Passenger – Schnitt
- 1936: Whom the Gods Love – Schnitt
- 1936: Calling the Tune – Co-Regie mit Reginald Denham, Schnitt
- 1936: The House of the Spaniard – Schnitt
- 1937: The High Command – Regie
- 1938: Spanish ABC (Kurzdokumentarfilm) – Co-Regie mit Sidney Cole, Schnitt
- 1938: Behind the Spanish Lines (Kurzdokumentarfilm) – Co-Regie mit Sidney Cole, Schnitt
- 1939: The Arsenal Stadium Mystery – Regie, Co-Autor, Schnitt
- 1940: Gaslicht (Gaslight) – Regie
- 1940: Yesterday is Over Your Shoulder (kurzer Propagandafilm) – Regie
- 1940: Westward Ho! (kurzer Propagandafilm) – Regie
- 1941: Der Premierminister (The Prime Minister) – Regie
- 1942: Die nächsten Angehörigen (The Next of Kin) – Regie, Co-Autor
- 1946: Zwei Welten (Men of Two Worlds) – Regie, Co-Autor
- 1949: Pique Dame (The Queen of Spades) – Regie
- 1952: Die Verblendeten (Secret People) – Regie, Co-Autor
- 1955: Höhe 24 antwortet nicht (Hill 24 Doesn’t Answer) – Regie, Co-Produktion, Schnitt
- 1957: Out (Kurzdokumentarfilm) – Produktion
- 1958: Oeuverture (Kurzdokumentarfilm) – Produktion
- 1959: Macht und Menschen (Power Among Men) (Dokumentarfilm) – Produktion, Co-Autor